# Gemniemhat

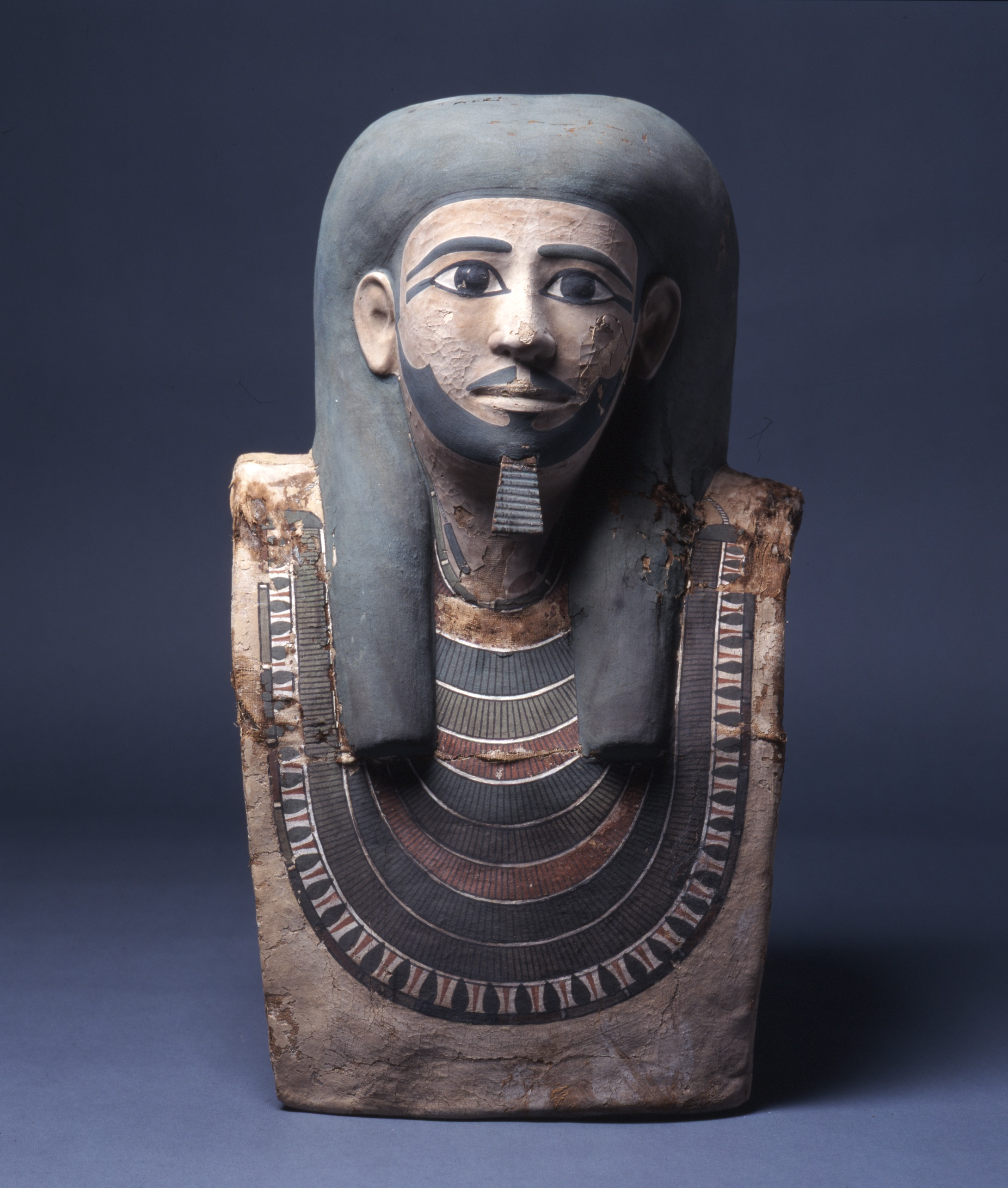
Mumienmaske des Gemniemhat; Ny Carlsberg Glyptotek (Inventarnummer: ÆIN 1625)

Gemniemhat (auch kurz nur Gemni) war ein hoher altägyptischer Beamter am Ende der Ersten Zwischenzeit oder am Beginn des Mittleren Reiches (ca. 2000 v. Chr.). Er ist nur von seinem Grab in Sakkara (neben der Teti-Pyramide) bekannt, das sich unberaubt fand. Gemniemhat trug unter anderem die Titel „Königlicher Siegler“, „Einziger Freund“, „Hausvorsteher“ und „Vorsteher der Doppelscheune“. Er war auch „Phylenleiter“ an der Pyramide von Teti und an der Pyramide von König Merikare.

## Das Grab
Sein Grab bestand aus einer einfachen Mastaba, die keine Innenräume hatte und mit einer Scheintür dekoriert war. Auf der Scheintür befanden sich vor allem die Titel des Gemniemhat. Neben der Mastaba gab es einen Schacht, der in die unterirdische Grabkammer führt. Hier standen die zwei ineinander gestellten Särge des Gemniemhat, die vor allem auf den Innenseiten reich dekoriert sind. Die Leiche war mit einer Mumienmaske geschmückt. Es fanden sich Schmuck und ein Satz von Stäben, eine Kopfstütze, zwei Holzmodelle von Sandalen und Bögen (Waffen). Neben dem Sarg stand ein Kanopenkasten. Auf dem Sarg fanden sich Modellfiguren. Sie zeigen Gemniemhat, aber auch Werkstätten, wie eine Bäckerei, eine Brauerei, einen Getreidespeicher, Spinnen und Weben, sowie Schreiner, Schmiede und Töpfe. Ferner gab es einige Bootsmodelle und zwei weibliche Opfergabenträger und etwas Keramik.
Alle Objekte im Grab sind speziell für die Grabausstattung angefertigt worden.
Die Bestattung wurde 1921 bei Grabungen unter der Leitung von Cecil M. Firth entdeckt. Ein Großteil der Grabausstattung befindet sich heute in der Ny Carlsberg Glyptotek in Kopenhagen.

## Datierung
Die Datierung des Gemniemhat wird in ägyptologischen Literatur kontrovers diskutiert. In der Ausgrabungspublikation wurde das Grab in die 1. Zwischenzeit datiert. Dies fand lange Zeit keinen Widerspruch, da Gemniemhat auch am Pyramidentempel von Merikare, einem der letzten Herrscher der 1. Zwischenzeit tätig war. Wolfgang Schenkel schlug dagegen eine Datierung an den Beginn der 12. Dynastie vor. Er führte vor allem paläographische Gründe der Sargaufschriften an. Andere spätere Untersuchungen datierten das Grab, vor allem wegen des Kultes an der Pyramide des Merikare, weiterhin in die späte 1. Zwischenzeit.